# 29e armée (Union soviétique et Russie)
Pour l’article homonyme, voir 29e armée (Japon).
La 29e armée interarmes est une grande unité soviétique qui a combattu sur le front de l'Est de 1941 à 1943, puis dissoute.
En 1970, la 29e armée combinée (en russe 29-я общевойсковая армия ; en abrégé 29 ОА) a été recréée au sein de l'Armée de terre soviétique, affectée au district militaire de Transbaïkalie. L'armée est de nouveau dissoute en 1988.
L'armée est recréée en 2004  comme « 29e armée combinée » au sein de l'armée de terre russe, en Sibérie orientale, puis dissoute en 2007. Elle est reformée comme « 29e armée interarmes » en 2011 dans le district militaire est.

## 29earmée

### Liste des commandants
- Juillet 1941 : lieutenant-général Ivan Maslennikov
- Décembre 1941 : général-major Vassili Chvetsov
- Septembre 1942 – janvier 1943 : général-major Evgueni Petrovitch Jouravlev

### Grande Guerre patriotique
L'armée est créée en juillet 1941 dans le district de Moscou : elle est constituée des 245e, 252e, 254e et 256e divisions de fusiliers. En juillet 1941, elle se bat durant la bataille de Smolensk, elle défend la ville de Toropets puis elle défend la ville de Staritsa à l'est du fleuve Volga.
Au 1er août 1941, la 29e armée dispose encore des 243e et 252e divisions de fusiliers, des 50e et 53e divisions de cavalerie, du 1er régiment motorisé du NKVD et du 644e régiment d'artillerie. En octobre 1941, elle se bat au sein du front de Kalinine. En 1942, elle participe à la bataille de Rjev. En juin 1942 elle retrouve la Volga. En février 1943, ses unités sont transférées aux 5e et 20e armées, son état-major servant à reconstituer la 1re armée de tanks.

## 29earméecombinée

### Guerre froide
Le 29 juin 1951, est créé le 44e corps spécial de fusiliers (44-й особый стрелковый корпус) à partir de l'administration du district militaire d'Arkhangelsk (en) dissous. Le corps est subordonné au district militaire du Nord (en) et a son état-major à Arkhangelsk.
Il est renommé 44e corps d'armée spécial le 4 juin 1957, constitué de la 69e division de fusiliers motorisés (en) et de la 77e division de fusiliers motorisés de la Garde (en). Subordonné au district militaire de Léningrad après mars 1960, il est renommé 44e corps d'armée le 29 août 1961.
La montée des tensions entre l'Union des républiques socialistes soviétiques et la république populaire de Chine entraîne l'envoie en 1967 en Transbaïkalie du 44e corps d'armée, avec état-major à Oulan-Oudé (en Bouriatie). Ses unités subordonnées sont la 12e division de fusiliers motorisés stationnée à Oulan-Oudé, la 5e division de chars de la Garde arrivée à Kiakhta en avril 1966 et la 52e division de fusiliers motorisés (ru) arrivée à Nijneoudinsk en avril 1969.
Le 12 mai 1970, le corps d'armée est renommé 29e armée combinée. Elle est renforcée en février 1971 par la 245e division de fusiliers motorisés (en) arrivée à Goussinooziorsk depuis Koursk. La 103e brigade de missiles est rattachée à l'armée à partir de 1976. En mars 1979, la 12e division rejoint la Mongolie et la 198e division de fusiliers motorisés (en) est créée pour la remplacer. 
De 1982 à 1989, la 5e division de chars est transformée en 48e corps d'armée de la Garde. En 1987, la 52e division de fusiliers motorisés est renommée 978e centre d'entraînement de district.
Le 28 février 1988, l'armée est renommée 57e corps d'armée, qui est dissous en 1993.

### Armée russe
La 29e armée combinée est remise sur pied en 2004 à Oulan-Oudé, puis de nouveau dissoute en 2007. L'armée est reformée en janvier 2011, mais à Tchita.
Depuis la réforme de 2010, le district militaire est dispose de cinq grandes unités pour protéger la Sibérie orientale et l'Extrême-Orient russe : de l'ouest vers l'est, la 36e armée (à Oulan-Oudé, au sud du Baïkal), la 29e armée (à Tchita, en Transbaïkalie), la 35e armée (à Belogorsk, sur les rives de l'Amour), la 5e armée (à Oussouriïsk près de Vladivostok, au bord du Pacifique) et le 68e corps d'armée (à Ioujno-Sakhalinsk, sur Sakhaline).

## 29earméeinterarmes
La formation de la 29e armée interarmes a eu lieu entre 2010 et 2011

### Liste des commandants
- Janvier 2011 :  lieutenant-général Alexandre Romantchouk
- Juillet 2014 :  général de corps d'armée Alexeï Avdeev (ru)
- Avril 2017 général de division Evgueni Valentinovitch Poplavski (ru)
- Novembre 2018 : général de corps d'armée  Roman Borisovich Berdnikov
- Novembre 2021 : général de division Andreï Kolesnikov
- Septembre 2022 : Général de division Oleksandr Nikolaevich Ignatenko
- Janvier 2023 : Général-major Piotr Nikolaïevitch Bolgarev
- Août 2023 : Général de division Oleg Lvovich Moïsseïev[12]

### Composition
La 29e armée est composée en 2018 des unités suivantes :
- état-major, à Tchita dans le kraï de Transbaïkalie ;
- 101e brigade de commandement Khinganskaïa, à Tchita ;
- 36e brigade de fusiliers motorisés de la Garde Lozovskaïa (156 BTR-80, 41 T-72B, 15 MT-LB, 4 BRDM-2, 36 2S3 Akatsia, 18 BM-21 Grad, 12 MT-12 Rapira, 12 9P149 Chtourm-S, 12 9A33BM2 Osa, 6 9K34/35 Strela-10, 6 2S6M Toungouska et 27 9K38 Igla)[13], à Borzia dans le kraï de Transbaïkalie ;
- 200e brigade d'artillerie (8 BM-27 Ouragan, 18 2S65 Msta-B, 12 MT-12 Rapira et 18 9P149 Chtourm-S), à Gorny (ru)  dans le kraï de Transbaïkalie ;
- 3e brigade de missiles, à Gorny (ex Tchita-46) ;
- 140e brigade de missiles antiaériens (27 9K37 Bouk-M1), au village de Domna dans le kraï de Transbaïkalie ;
- 19e régiment de protection NBC (9 TOS-1 Buratino, 18 BMO-T avec RPO-A Chmel, véhicules de reconnaissance chimique, véhicules de décontamination et générateurs de fumée), au village de Gorny ;
- 104e brigade de soutien logistique, à Tchita[14].

### Invasion de l'Ukraine par la Russie
Dans le contexte de la crise russo-ukrainienne, un groupe tactique de bataillon (BTG) de la 29e armée est identifié en janvier 2022 autour de Brest, à l'extrémité occidentale de la Biélorussie.
Lors de l'invasion russe de l'Ukraine le 11 mars 2022, les forces armées de l'Ukraine annoncent (à tort) avoir tué le commandant de la 29e armée, le général Andreï Kolesnikov. Le BTG de la 36e brigade est localisé le 1er avril à Mazyr, en aval de la rivière Pripiat, à 190 km au nord-nord-ouest de Kyïv.
Le 20 février 2024, près du village de Troudivske (uk), dans l'oblast occupé de Donetsk, 60 soldats de la 36e brigade de fusiliers motorisés de la Garde, sont tués par 2 HIMARS. Au moment de l'attaque, environ 200 à 300 militaires de trois compagnies de la brigade attendaient l'arrivée du commandant de la 29e armée du district militaire est, le général de division Oleg Moïsseïev,,,.